# Brutém
Brutém foi um líder tribal berbere do século VI que desempenhou papel nas guerras do Império Bizantino contra as tribos berberes na África. Aparece pela primeira vez no inverno de 546/7, quando lutou com Antalas e foi derrotado pelo general bizantino João Troglita. No verão de 547, quando Carcasão recomeçou a guerra, aliou-se a ele e em 548 lutou na Batalha dos Campos de Catão.